# Small Satellite Launch Vehicle
Small Satellite Launch Vehicle (SSLV) är en indisk rymdraket. Raketen utvecklades av Indian Space Research Organisation. Första uppskjutningen gjordes från Satish Dhawan Space Centre den 7 augusti 2022.
Raketen består av fyra steg. De tre första stegen drivs av fast bränsle. Det fjärde steget drivs av flytande bränsle, men har bara kraft att göra mindre justeringar av den slutliga omloppsbanan.

## Uppskjutningar
| Flygning | Datum (UTC)                                                                                           | Nyttolast                  | Nyttolast massa | Omloppsbana | Utförande  |
| -------- | --- | -------------------------- | --------------- | ----------- | ---------- |
| D1       | 7 augusti 2022 03:48                                                                                  | EOS-02 AzaadiSAT           | 143 kg          | LEO         | Misslyckad |
| D1       | Vid separationen av raketens andra steg, gav en sensor felaktig information till raketens styrsystem. |                            |                 |             |            |
| D2       | 10 februari 2023 03:48                                                                                | EOS-07 Janus-1 AzaadiSAT-2 | 334 kg          | LEO         | Lyckad     |